# George Dousa
Pour les articles homonymes, voir Dousa.
Joris van der Does, dit Georgius Dousa, né le 5 mars 1574 à Leyde et mort le 14 janvier 1619 à Noordwijk-Binnen, est un érudit néerlandais.

## Biographie
Deuxième fils de Janus Dousa, étudiant de Juste Lipse et ami de Joseph Juste Scaliger, il s’appliqua aussi de bonne heure à l’étude des langues grecque et latine à l’université de Leyde, faisant des vers dans l’une et dans l’autre. À dix-huit ans, il voyagea, avec son frère, en Allemagne et en Pologne. Marquard Freher lui ayant fait connaitre à Heidelberg l’ouvrage de Georges Kodinos sur les Origines de Constantinople, il le traduisit en latin, et Freher imprima cette version Selecta de originibus constantinopolitanis avec l’original à Heidelberg, chez Hieronymum Commelinum en 1596, in-8°. Un autre ouvrage de Kodinos sur les monuments, les statues et les diverses curiosités de Constantinople, également traduit en latin par George Dousa, a été publié par Johannes van Meurs en 1607.
Dousa voulut voir par lui-même cette capitale de l’Orient et, y étant allé en 1597, il reçut l’accueil le plus hospitalier de l’ambassadeur anglais Edward Barton (en), dans la maison duquel il passa sept mois. Il s’y lia avec le patriarche Mélétius et d’autres savants grecs, et il se livra à la recherche d’anciens manuscrits.
La mort de son frère ainé, Johan, accéléra son retour en Hollande, il revint à La Haye au mois de mai 1598, rapportant avec lui des manuscrits précieux et des inscriptions qu’il avait recueillis pendant son voyage. L’année suivante, il fit paraître son De itinere suo Constantinopolitano epistola. Elle est adressée à son père, suivie d’anciennes inscriptions inédites, la plupart grecques, et de plusieurs lettres de savants grecs, dont une de Mélétius à Dousa père.
En 1599, l’amiral Pieter van der Does ayant été chargé par les Provinces-Unies d’une expédition contre les possessions et la navigation espagnoles, il parait que son jeune parent George Dousa l’accompagna comme secrétaire de la flotte.

## Sources
- « George Dousa », dans Louis-Gabriel Michaud, Biographie universelle ancienne et moderne : histoire par ordre alphabétique de la vie publique et privée de tous les hommes avec la collaboration de plus de 300 savants et littérateurs français ou étrangers, 2e édition, 1843-1865 [détail de l’édition]
- Jean Jacques Altmeyer, Les précurseurs de la réforme aux Pays-Bas, t. 2, W.-P. Van Stockum & fils, 1886, p. 242.